# Philippe d’Artois, comte d’Eu

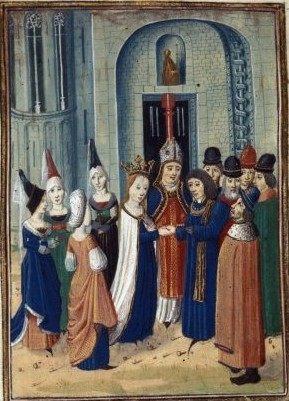
Heirat Philippe d’Artois mit Maria von Berry (Chronik von Jean Froissart, 15. Jahrhundert)

Wappen von Philippe d’Artois, comte d’Eu

Philippe d’Artois, comte d’Eu (* wohl 1358; † 16. Juni 1397 in Micalizo, Osmanisches Reich) war ab 1387 Graf von Eu und ab 1392 Connétable von Frankreich als Nachfolger von Oliver de Clisson. Er war der Sohn von Jean d’Artois, Graf von Eu aus dem Haus Frankreich-Artois, und Isabella von Melun (die 1389 verstorbene Comtesse d’Eu, Isabelle d’Artois).
Im Jahr 1383 nahm er den Engländern die Stadt Bourbourg weg. Er ging danach auf Pilgerreise ins Heilige Land, auf der er in Gefangenschaft des Sultans von Ägypten geriet. Durch Vermittlung von Jean II. Le Maingre und der Republik Venedig wurde er freigelassen. 1390 nahm er an dem erfolglosen Kreuzzug gegen Mahdia in Tunesien teil.
Er heiratete am 28. Januar 1392 in Paris Maria von Berry, Tochter von Herzog Jean de Valois und Johanna von Armagnac, die seit 1370 den Titel einer Herzogin von Auvergne führte. Er wird berichtet, dass Philippe das Amt des Connétable im gleichen Jahr bekam, um seine und Marias Vermögenssituation anzugleichen.
Ihre Kinder waren:
- Charles (1394–1472), Graf von Eu
- Philippe (1395–1397)
- Bona (1396–1425), ⚭ 1) Philipp von Burgund, Graf von Nevers und Rethel, ⚭ 2) Philipp der Gute, Herzog von Burgund, (beide Ehemänner Haus Burgund)
- Catherine (1397–1420), ⚭ Jean de Bourbon, seigneur de Carency

1396 nahm er gemeinsam mit Sigismund von Luxemburg, noch König von Ungarn, später Kaiser, und Johann Ohnefurcht, noch Graf von Nevers, später Herzog von Burgund, und viele weitere Adlige am ungarisch-französischen Feldzug gegen die Osmanen teil, der in der Niederlage von Nikopolis endete. Philipp von Artois geriet – wie viele andere auch – in Gefangenschaft. Während diese Gefangenen gegen Lösegeld freikamen, starb er – ebenso wie Enguerrand VII. de Coucy – im Gefängnis, neun Tage bevor er freigelassen werden sollte.